# Talamanca de Jarama
Talamanca de Jarama és un municipi de la Comunitat de Madrid (Espanya), al límit amb Castella - la Manxa. El 2017 tenia 3.573 habitants.